# Christina Masón
Christina Romero Masón (Ciudad de México, 10 de Abril de 1989) é uma atriz mexicana, que radicou alguns anos em Buenos Aires, Argentina.
Filha da atriz Tina Romero, é creditada tanto como Christina Masón quanto Cristina Romero. Seu primeiro papel de destaque ocorreu em 2005, na novela Amarte Así na Argentina, onde viveu a antagonista. Atualmente namora o também ator Carlos Speitzer.

## Filmografia
- 2015 - Bajo el mismo cielo - Noemí Giménez
- 2014 - Amor sin reserva - Paula Padilla
- 2013 - Rosario - Misericordia "Merci"
- 2012 - Relaciones peligrosas - Nora Guzmán
- 2010 - Llena de amor - Gretel Ruiz y de Teresa Curiel
- 2009 - Verano de amor - Zoé Palma
- 2009 - Sortilégio - Lety
- 2008 - S.O.S.: Sexo y otros Secretos - Irenita
- 2007 - S.O.S.: Sexo y otros Secretos - Irenita
- 2005 - Amarte Así - Rosa Lizuralde
- 1990 - Mi pequeña Soledad - Soledade (bebé)